# Møkster
Møkster és una illa del municipi d'Austevoll al comtat de Hordaland, a Noruega. És un arxipèlag d'1.4 km² (350-acre) al nord de les illes de Litla Kalsøya, Stolmen i Selbjørn; a l'oest de les illes de Drøna i Rostøya; i al sud de les illes de Horga, Stora Kalsøy i Hundvåko. L'illa tenia 65 habitants l'any 2001.
L'illa s'estén en la part central de l'arxipèlag Austevoll, i com a tal, va ser una ubicació important pels mariners que van poblar la regió. L'església de Møkster va estar ubicada a l'illa des de l'edat mitjana fins al 1892 quan va ser traslladada a l'illa més gran de Stolmen (i fins avui).